# Savannakhet
Savannakhet er en by i det sydlige Laos med et indbyggertal på cirka 67.000. Byen ligger på bredden af Mekongfloden og er hovedstad i en provins af samme navn.